# Renee O'Connor
Renée O’Connor, rodným jménem Evelyn Renée O’Connor, (* 15. února 1971 Texas, Spojené státy americké) je americká herečka, jež je známa především svojí rolí v televizním seriálu Xena.

## Životopis
Narodila se 15. února 1971 v Texasu. Její matka a nevlastní otec vlastnili známou restauraci zvanou Threadgill’s. Má staršího bratra, který je vedoucí v potravinářském obchodě. Její první divadelní role byla v osmi a herectví ji úplně pohltilo. Ve dvanácti začala studovat na Alley Theatre a později navštěvovala High School for the Performing and Visual Arts v Houstonu.

## Kariéra
Opravdu začala hrát až v šestnácti, kde dělala reklamu pro McDonald's a později pro Exxon. Svoji první televizní roli obdržela v seriálu Teen Angel. Následovaly další seriály jako FBI: The Untold Stories, NYPD Blue a pak přišla role Gabrielly v seriálu Xena a zároveň hrála v Herkulesovi.
Nejprve ovšem hrála v prvním filmu Hercula, Hercules a Ztracené království, kde si zahrála princeznu.

## Ocenění
Získala tři ocenění za Xenu v letech 2000 a 2001.

## Filmografie

### Film
| Rok  | Název                          | Role                | Poznámky            |
| ---- | ------------------------------ | ------------------- | ------------------- |
| 1989 | Noční hra                      | Lorraine Beasley    |                     |
| 1990 | Černý sníh                     | Jennifer Winslow    |                     |
| 1990 | Falešná identita               | Angela Errickson    |                     |
| 1991 | Studený jak kámen              | Tinselteeth         |                     |
| 1993 | Dobrodružství Hucka Finna      | Julia Wilks         |                     |
| 1995 | Darkman II: Durantův návrat    | Laurie Brinkman     |                     |
| 1997 | Hercules & Xena: Bitva o Olymp | Gabrielle           | krátkometrážní film |
| 1998 | Hercules & Xena: Bitva o Olymp | Gabrielle           |                     |
| 2001 | Accidents Don't Happen         | Ashton              |                     |
| 2004 | One Weekend a Month            | Meg McDermott       | krátkometrážní film |
| 2007 | Ghost Town: The Movie          | Little Jack         |                     |
| 2007 | Boogeyman 2                    | Dr. Jessica Ryan    |                     |
| 2008 | Diamonds and Guns              | Ashley              |                     |
| 2009 | Bitch Slap                     | sestra Batril       |                     |
| 2010 | Words Unspoken                 | Sue                 | krátkometrážní film |
| 2010 | 2010: Moby Dick                | Dr. Michelle Herman |                     |
| 2011 | Deadrise                       | Paula               |                     |
| 2011 | Infinity                       | Elizabeth           | krátkometrážní film |
| 2015 | Beyond the Farthest Star       | Maureen Wells       |                     |
| 2016 | The Usual                      | Mrs. Ford           | krátkometrážní film |
| 2017 | Watch the Sky                  | Shannon             |                     |
| 2017 | A Question of Faith            | Mary Danielson      |                     |
| 2018 | Race to Judgment               |                     |                     |

### Televize
| Rok       | Název                                      | Role                                     | Poznámky                              |
| --------- | ------------------------------------------ | ---------------------------------------- | ------------------------------------- |
| 1989      | Match Point                                | Robin                                    | TV film                               |
| 1989      | Teen Angel                                 | Nancy Nichols                            |                                       |
| 1990      | Příběhy ze záhrobí                         | servírka                                 | díl: „The Switch“                     |
| 1991      | Osudy                                      | Jessica Adams                            | TV film                               |
| 1991      | ABC Afterschool Specials                   | Linda                                    | díl: „The Less Than Perfect Daughter“ |
| 1992      | FBI: The Untold Stories                    | strážník Renee Lanot / Tina Marie Risico | 3. díly                               |
| 1993      | Policie New York                           | Rebecca Sloane                           | díl: „Oscar, Meyer, Weiner“           |
| 1993      | Přísahal jsem pomstu                       |                                          | TV film                               |
| 1993      | The Flood: Who Will Save Our Children?     | Leslie                                   | TV film                               |
| 1994      | Herkules a ztracené království             | Deianeira                                | TV film                               |
| 1995      | Útěk do zajetí                             | Bettie Draper                            | TV film                               |
| 1995      | The Rockford Files: A Blessing in Disguise | Laura Sue Dean                           | TV film                               |
| 1997–1999 | Herkules                                   | Gabrielle                                | 4 díly                                |
| 1995–2001 | Xena                                       | Gabrielle                                | 134 dílů                              |
| 2002      | Mataku                                     | americká nákupčí                         | díl: „The Heirloom“                   |
| 2005      | Alien Apocalypse                           | Kelly                                    | TV film                               |
| 2008      | Myšlenky zločince                          | Pam Baleman                              | díl: „Vyšší výkon“                    |
| 2008      | Tajemství ztracené archy                   | Dr. Ava Greenway                         | TV film                               |
| 2010      | Ark                                        | Connie Miller                            | 9 dílů                                |
| 2015      | Last Chance                                | Carrie                                   | TV film                               |